# Ratfiv
Ratfiv è una versione avanzata del linguaggio di programmazione Ratfor, un preprocessore per Fortran progettato per dare funzionalità simili al C. Fortran è stato ampiamente utilizzato per la programmazione scientifica ma aveva strutture di controllo del flusso troppo basilari e primitive ("do" e "goto") e nessuna struttura "macro" che limitasse la sua espressività.
Il nome di questo linguaggio è un gioco di parole (Ratfor = rat4 perciò la versione successiva sarà rat5 ovvero RatFiv).
Ratfiv è stato sviluppato da Bill Wood all'Istituto per la ricerca medica, Philadelphia, PA nei primi anni del 1980 e rilasciato su diversi nastri DECUS (Digital Equipment Users Group) SIG (Special Interest Group). Esso si basa sul Ratfor originale di B. Kernighan e P. J. Plauger, con riscritture e miglioramenti di David Hanson e amici (Università dell'Arizona), Joe Sventek e Debbie Scherrer (Lawrence Berkeley National Laboratory).
Ratfiv 2.1 venne distribuito sul nastro DECUS RSX82a SIG.